# Burg Peiting
Die Burg Peiting, auch Welfenburg genannt, ist eine abgegangene hochmittelalterliche Gipfelburg auf 733 m ü. NHN in Gipfellage im Flurbereich „Schneckenbichl“ südlich des Lechs nordwestlich über dem Markt Peiting auf dem Gemeindegebiet der Stadt Schongau im Landkreis Weilheim-Schongau in Bayern. Die Abschnittsbefestigung Schlossberg (Schongau) am „Schlossberg“ wurde lange Zeit fälschlicherweise für die Burg Peiting gehalten. Aufgrund archäologischer Befunde handelt es sich bei dieser aber um eine frühmittelalterliche Anlage des 9./10. Jahrhunderts. Die im Dreißigjährigen Krieg zerstörte Burg Peiting ist indes mit der Anlage auf dem Schneckenbichl (Burgstall Schneckenbichl) zu identifizieren.

## Geschichte
Vermutlich wurde die Burg um 1055 von Herzog Welf I. erbaut und 1101 als „nova arx Bitengoe“ erwähnt. Die erste urkundliche Erwähnung Peitings 1055 als „neue“ Burg Peiting der hier ansässigen Welfen die „Welfenburg“ auf dem Schlossberg war Mittelpunkt aller Handlungen der Lechrainer Welfen. Diese Welfen nahmen u. a. auch an Kreuzzügen teil und gründeten die Klöster Rottenbuch und Steingaden. Die Peitinger Welfenlinie starb 1191 aus. Der letzte dieser Linie war Welf VI. Als weitere Besitzer der Burg werden 1191 die Staufer, 1268 die Wittelsbacher und 1325 Bertold von Seefeld, der die Burg als Pfand von Kaiser Ludwig dem Bayern erhalten hatte, genannt. 1348 wurde die Burg vermutlich durch ein Erdbeben beschädigt und 1632 im Zuge des Dreißigjährigen Krieges durch die Schweden zerstört. 1806 wurden die letzten Reste (Tuffquader) der Burganlage entfernt.
Die Anlage wird als Bodendenkmal unter der Aktennummer D-1-8131-0065 im Bayernatlas als „Burgstall des hohen und späten Mittelalters ("Schneckenbichl" bzw. Burg Peiting) sowie Höhensiedlung der Bronzezeit“ geführt.